# Währungspolitik
Währungspolitik (auch Wechselkurspolitik genannt) umfasst im weiteren Sinne alle staatlichen Maßnahmen, die auf die Beeinflussung des Außenwertes einer Währung gegenüber einer oder mehrerer anderer Währungen zielt. Im engeren Sinne bezieht sich Währungspolitik auf die Entscheidung und den Vollzug von Maßnahmen in zwei Bereichen: die Wahl der Wechselkursregime, d. h. der Einbettung der nationalen Währung in das (internationale) Währungssystem, und die Entscheidungen in Bezug auf das preisliche Niveau des Wechselkurses im Verhältnis zu anderen Währungen.

## Akteure der Währungspolitik
Währungspolitik wird gemeinhin von einer Zentralregierung bestimmt. Ausführendes Organ von Entscheidungen und Leitlinien zum preislichen Niveau von Wechselkursen ist die Zentralbank mittels Devisenmarktinterventionen und anderen geldpolit. Instrumenten (Veränderung der Geldmenge, des Zinssatzes etc.).

## Ziele der Währungspolitik
Währungspolitik dient prinzipiell der Herstellung des außenwirtschaftl. Gleichgewichts. Jedoch wird sie auch eingesetzt, um industrie- und arbeitsmarktpolit. Ziele zu verwirklichen. Aufgrund der zentralen Bedeutung des Wechselkurses als wichtigstem Preis in einer offenen Volkswirtschaft hat die Währungspolitik einen erheblichen Einfluss auf die Gestaltung von Geldpolitik. Überdies können sich auch Effekte auf die Fiskal- und Lohnpolitik (via der Kaufkraft, dem Wert der Reserven und der Entwicklung der Zahlungsbilanz) ergeben.

### Außenwirtschaftliches Gleichgewicht
Darunter versteht man beispielsweise einen ausgeglichenen Leistungsbilanzsaldo. Eine ausgeglichene Leistungsbilanz kann deswegen u. U. ein Ziel der Währungspolitik darstellen, weil ein Leistungsbilanzüberschuss  u. U. davon zeugt, dass eine Volkswirtschaft im Inland nicht mehr genügend attraktive Anlagemöglichkeiten findet, während ein Leistungsbilanzdefizit durch Auslandsverschuldung finanziert werden muss.

### Preisstabilität
Manche Volkswirtschaften (vor allem Entwicklungs- und Schwellenländer) versuchen durch eine Wechselkursbindung Preisstabilität zu erreichen. Hierbei wird versucht, durch das Fixieren des Wechselkurses die Inflationsrate bei Importgütern an die Inflationsrate eines preisstabilen Ankerwährungslandes anzugleichen und somit sowohl direkt (über inflationsfreie importierte Konsumgüter) als auch indirekt (über inflationsfreie importierte Vorprodukte) die Verbraucherpreisentwicklung zu stabilisieren.

### Senkung von Transaktionskosten
Ein weiterer Effekt einer festen Wechselkursbindung kann in einer Senkung der Transaktionskosten liegen. Es gibt zwei Arten von Transaktionskosten, die durch eine währungspolitische Strategie gesenkt werden können:
- Wirtschaftssubjekte müssen sich weniger gegen Wechselkursschwankungen absichern.
- Sie können evtl. zu geringeren Kosten umtauschen.

### Erreichen einer hohen Wettbewerbsfähigkeit
Während der Nutzen stabiler Wechselkurse in einer Senkung der Inflation besteht, können auch Auf- oder Abwertungen einen Nutzen für die Volkswirtschaft generieren. Wertet eine Währung ab, so macht dies inländische Produkte im Ausland billiger (Kompetitive Abwertung). Man spricht in einem solchen Fall von einer höheren internationalen Wettbewerbsfähigkeit der Volkswirtschaft.
Vorteil einer solchen Politik: Man geht davon aus, dass durch eine Abwertung der Inlandswährung die Wettbewerbsfähigkeit der Volkswirtschaft als Ganzes zunimmt – es wird mehr exportiert, die Produktion steigt, die Arbeitslosigkeit sinkt usw. Nachteil einer solchen Politik: Ein Vertrauen auf die positiven Effekte einer Abwertung kaschiert oft nur darüber hinausgehende Ineffizienzen.
Eine solche Politik der schwachen Inlandswährung wird zumeist von Ländern mit Produktivitätsrückständen betrieben – also häufig von Schwellen- und Entwicklungsländern. Ein Maßstab für die Wettbewerbsfähigkeit einer Volkswirtschaft ist der effektive Wechselkurs.
Wirtschaftsnobelpreisträger Paul Krugman bezeichnete 2009 die Währungspolitik Chinas, die damals durch eine feste Anbindung des Renminbi an den US-Dollar geprägt war, als eine Beggar-thy-Neighbor-Politik durch kompetitive Abwertung. 
Die chinesische Regierung (2003 bis 2013 unter Hu Jintao) erreiche damit eine „künstliche“ Abwertung der eigenen Währung, was zur Steigerung der Wettbewerbsfähigkeit und Aufrechterhaltung der Ungleichgewichte im Außenhandel (Leistungsbilanzüberschüsse) führe. Krugman schrieb, damit bleibe eines der strukturellen Probleme der Weltwirtschaft, das zur globalen Finanzkrise geführt habe, weiterhin ungelöst.

### Erreichen einer hohen inländischen Kaufkraft
Während eine abwertende Währung ausländische Güter teurer macht, werden diese durch eine Aufwertung billiger, da man sich so zu einem bestehenden Vermögen mehr ausländische Güter kaufen kann. Dies kann v. a. für solche Länder von Bedeutung sein, die wichtige Güter importieren müssen (beispielsweise Rohstoffe oder Investitionsgüter).
Ein Beispiel für eine solche Politik der starken Inlandswährung ist die Bundesrepublik seit den 1970er Jahren; die D-Mark wertete gegenüber fast allen Wettbewerbern kontinuierlich auf. Der daraus zu befürchtende Wettbewerbsnachteil wurde wettgemacht durch niedrigere Inflations- und höhere Produktivitätswachstumsraten. Darüber hinaus gelang es Deutschland, durch diese Politik der starken D-Mark sehr billig ausländisches Kapital ins Land zu holen.

### Zugang zum Kapitalmarkt
Insbesondere für Schwellen- und Entwicklungsländer ist es von fundamentaler Bedeutung, Zugang zu internationalen Krediten zu bekommen. Ausländische Anleger werden dann am ehesten bereit sein, einem Land Kapital zur Verfügung zu stellen, wenn sie sicher sind, dass sie das Geld (plus eine Rendite) zurückbekommen.
Ist der Wechselkurs zur Währung der Geldgeber fix, so steigen demnach die Chancen auf eine rentable Investition, da sich das Wechselkursrisiko verringert – ist der Wechselkurs variabel, so besteht seitens der Anleger u. U. Angst vor einer Abwertung.

## Instrumente der Währungspolitik
Der Beeinflussung des preislichen Niveaus eines Wechselkurses dienen solche Maßnahmen, die den nominalen und/oder realen Wert einer Währung gegenüber einer anderen gezielt erhalten oder verändern. Dafür stehen verschiedene Instrumente zur Verfügung.
Wechselkursanpassungen
Wechselkursanpassungen geschehen durch Auf- oder Abwertungen in Form von nominalen Paritätsänderungen oder durch Preisänderungen auf Devisenmärkten. Die Nichtveränderung einer nominalen Parität bei gleichzeitiger unterschiedlicher makroökonomischer Entwicklung kann zu einer Unter- bzw. Überbewertung führen, d. h. einer realen Preisänderung der Währung.

### Devisenmarktinterventionen
Im Fall einer Devisenmarktintervention greift die Zentralbank aktiv in das Marktgeschehen ein. Sie tritt als Anbieter oder Nachfrager auf, um den Wechselkurs entweder zu erhöhen oder zu senken.

### Verbale Markteingriffe
In manchen Fällen braucht die Zentralbank nicht direkt in den Markt einzugreifen, um eine bestimmte Wirkung auf den Wechselkurs zu erzielen – oft reicht auch eine bloße verbale Ankündigung.
In solchen Fällen könnte der Markt antizipieren, dass die Zentralbank eingreift und schon ohne den Eingriff selbst für eine Bewegung des Wechselkurses in die von der Zentralbank gewünschte Richtung sorgen.
Neben der Zentralbank kann ein verbaler Eingriff beispielsweise auch von der Regierung kommen. Jedoch ist fraglich, ob ein bestimmtes Statement des Regierungschefs zum Wechselkurs die Märkte in Bewegung setzt. Grund: In den meisten Ländern verfügen Regierungen (u. a. wegen der Unabhängigkeit der Zentralbank) über keinerlei politische Instrumente, um ihren Ankündigungen auch Taten folgen zu lassen.

### Zinspolitik
Über die Zusammenhänge der Zinsparität wirkt natürlich auch die Zinspolitik auf den Wechselkurs: Eine Leitzinserhöhung bewirkt tendenziell eine Aufwertung der Inlandswährung, eine Leitzinssenkung führt tendenziell zu einer Abwertung. D. h. auch die Geldpolitik der Zentralbank hat Auswirkungen auf den Wechselkurs.

### Gesetzliche Regelungen
Während die bisherigen Instrumente hauptsächlich die Zentralbank in die Lage versetzen, Währungspolitik zu betreiben, so können auch Regierungen sehr wirksam Einfluss auf den Wechselkurs nehmen – beispielsweise in Form von Gesetzen. So kann das Parlament ein Gesetz beschließen, das die Zentralbank dazu verpflichtet, den Wechselkurs auf einem bestimmten Niveau zu halten.

## Wechselkursregime
Bei der Wahl des Wechselkursregimes wählt eine Regierung zwischen festen, semi-flexiblen und flexiblen Regimen. Feste Regime umfassen Währungsunionen, Currency Boards, die faktische Verdrängung einer nat. durch eine ausländische Währung (Dollar- bzw. Euroisierung) sowie Regime mit festen, aber anpassbaren Wechselkursen (Paritäten). In diesen Regimen legt die wechselkurspolit. Autorität eine Parität fest. Sie ist jedoch bereit, diese anzupassen, wenn es opportun scheint. Bei semi-flexiblen Regimen besteht keine offizielle Parität zu einer Partnerwährung. Jedoch werden Ziele in Form von Wechselkurskorridoren (moving oder crawling peg/band) verfolgt. Im Falle eines flexiblen Wechselkursregimes besteht keine Bindung zu einer anderen Währung. Der Wechselkurs kann frei auf Devisenmärkten schwanken (free floating).
Flexible Wechselkurse haben die Vorteile:
- autonome Geldpolitik: Die Zentralbank kann in der Zinspolitik frei entscheiden
- Spekulationen unmöglich zu machen
- (theoretisch) mittelfristig Unter- und Überbewertungen zu vermeiden, also optimale Allokation zu ermöglichen

Nachteile sind unter anderem
- starke Volatilität, die nach Ansicht vieler Ökonomen kaum durch Fundamentaldaten zu rechtfertigen ist
- Transaktionskosten, bedingt durch die Unsicherheit (etwa Währungsabsicherungsgeschäfte)
- Import von Volatilität: schwankende Wechselkurse führen zu Schwankenden Zinsen und so zu Instabilität

Fixe Wechselkurse haben die Vorteile:
- keine Transaktionskosten
- Sicherheit für Anleger aus dem Ausland

Nachteile sind unter anderem
- Verlust der Autonomie in der Geldpolitik: Die Geldpolitik der Zentralbank der Ankerwährung wird übernommen
- Sicherungskosten: Direkte Interventionskosten (Devisenverluste) bei Kauf und indirekte (Inflation) bei Verkauf der eigenen Währung
- Anfälligkeit für Spekulationen

## Europäische Währungspolitik
Die Währungspolitik der Europäischen Zentralbanken zielt auf Geldwertstabilität d. h. eine niedrige Inflationsrate ab.
Von sich aus haben sich die Euroländer an keine anderen Länder gebunden. Ausnahmen sind diejenigen Länder, die sich im Wechselkursmechanismus II befinden (Dänemark). Für sie hat die EZB eine Interventionspflicht übernommen. Gegenüber den anderen Währungen verfolgt die EZB eine Free-float-Strategie.
Allerdings zeigte die Europäische Zentralbank bereits mehrfach Anzeichen für ein Dirty Float mit dem US-Dollar; in mehreren Fällen intervenierte die EZB am Devisenmarkt, um den Euro zu stützen. Es kann zwar nicht immer klar nachgewiesen werden, ob und wie die Zentralbank am Markt interveniert – allerdings kündigte die EZB teilweise ihre Operationen im Vorfeld an.

## Schweiz
Aus verschiedenen Gründen ist der Schweizer Franken (CHF) eine Hartwährung.
Die Schweiz gilt, vor allem auch in Zeiten internationaler Krisen, aufgrund ihrer politischen und wirtschaftlichen Stabilität als „sicherer Hafen“ für die internationale Währungs-Spekulation. 'Währungsflüchtlinge' tauschen andere Währungen in CHF um; darum hat der CHF einen hohen Wechselkurs und die Umtauschenden haben keine Kaufkraftparität.
Exportindustrie und Fremdenverkehr kämpfen mit dem Problem des hoch bewerteten Franken. Gelegentlich kauft die Schweizerische Nationalbank andere Währung, um deren Kurse zu stützen.
Im September 2011 koppelte die SNB überraschend den Kurs des CHF an den des Euro und nannte ein Wechselkursziel von 1,20 CHF pro Euro. Diese Maßnahme wurde im Januar 2015 wieder aufgegeben.

## Einzelbelege
1. 1 2 3 4  Spielau, Alexander: Wechselkurspolitik. In: Nohlen, Dieter/Grotz, Florian (Hrsg.): Kleines Lexikon der Politik. 6. Auflage. C.H.Beck, München 2015, ISBN 978-3-406-68106-6, S. 727–728.
2. ↑  Paul Krugman:  World Out of Balance. The New York Times 15. November 2009.
3. ↑  welt.de